# 鋸齒側頸龜
鋸齒側頸龜（學名：Pelusios sinuatus）是非洲側頸龜屬下的一種龜，發現於赤道附近的東部非洲。

## 自衛措施
鋸齒側頸龜的胸甲可以合攏以保護身體，並且在受到威脅時可以釋放出一種難聞的氣體。